# La Huina
La Huina är en ort i Mexiko.   Den ligger i kommunen Buenavista och delstaten Michoacán de Ocampo, i den södra delen av landet, 400 km väster om huvudstaden Mexico City. La Huina ligger 255 meter över havet och antalet invånare är 373.
Terrängen runt La Huina är platt åt sydost, men åt nordväst är den kuperad. Runt La Huina är det ganska tätbefolkat, med 72 invånare per kvadratkilometer. Närmaste större samhälle är Apatzingán, 17,1 km öster om La Huina. Omgivningarna runt La Huina är en mosaik av jordbruksmark och naturlig växtlighet.